# 2004 VK78
2004 VK78, também escrito como 2004 VK78, é um objeto transnetuniano (TNO) que está localizado no cinturão de Kuiper, uma região do Sistema Solar. Ele é classificado como um twotino, pois, o mesmo está em uma ressonância orbital de 1:2 com o planeta Netuno. O mesmo possui uma magnitude absoluta de 7,9 e tem um diâmetro com cerca de 116 km.

## Descoberta
2004 VK78 foi descoberto no dia 11 de novembro de 2004 pelo astrônomo Marc W. Buie.

## Órbita
A órbita de 2004 VK78 tem uma excentricidade de 0,329 e possui um semieixo maior de 47,761 UA. O seu periélio leva o mesmo a uma distância de 32,037 UA em relação ao Sol e seu afélio a 63,485 UA.